# Ballon d'or 1965
Navigation
Édition précédente Édition suivante
Le Ballon d'or 1965 récompensant le meilleur footballeur européen évoluant en Europe est attribué au Portugais Eusébio.
Il s'agit de la 10e édition de ce trophée mis en place par le magazine français France Football . Vingt-et-un journalistes (un par nation) prennent part au vote (Allemagne de l'Ouest, Angleterre, Autriche, Belgique, Bulgarie, Danemark, Espagne, France, Grèce, Hongrie, Italie, Luxembourg, Pays-Bas, Pologne, Portugal, Suède, Suisse, Tchécoslovaquie, Turquie, Union soviétique et Yougoslavie), avec un vote par nation.
Eusébio succède à l'Écossais Denis Law.
Il devient le premier joueur portugais à remporter le trophée.

## Classement complet
| Pos | Nom                     | Nationalité          | Club                             | Points | 1P | 2P | 3P | 4P | 5P |
| --- | ----------------------- | -------------------- | -------------------------------- | ------ | -- | -- | -- | -- | -- |
| 1   | Eusébio                 | Portugal             | Benfica Lisbonne                 | 67     | 9  | 3  | 3  |    | 1  |
| 2   | Giacinto Facchetti      | Italie               | Inter Milan                      | 59     | 3  | 8  | 4  |    |    |
| 3   | Luis Suárez             | Espagne              | Inter Milan                      | 45     | 4  | 3  | 3  | 2  |    |
| 4   | Paul Van Himst          | Belgique             | RSC Anderlecht                   | 25     |    | 2  | 3  | 4  |    |
| 5   | Bobby Charlton          | Angleterre           | Manchester United                | 19     | 1  | 1  | 2  | 2  |    |
| 6   | Flórián Albert          | Hongrie              | Ferencváros TC                   | 14     |    | 1  | 1  | 2  | 3  |
| 7   | Gianni Rivera           | Italie               | Milan AC                         | 10     | 1  |    |    | 2  | 1  |
| 8   | Gueorgi Asparoukhov     | Bulgarie             | Levski Sofia                     | 9      | 1  | 1  |    |    |    |
| 8   | Sandro Mazzola          | Italie               | Inter Milan                      | 9      | 1  |    | 1  |    | 1  |
| 8   | Valeri Voronine         | Union soviétique     | Torpedo Moscou                   | 9      |    | 1  |    | 1  | 3  |
| 11  | Denis Law               | Écosse               | Manchester United                | 8      |    | 1  | 1  |    | 1  |
| 12  | Karl-Heinz Schnellinger | Allemagne de l'Ouest | AS Roma / Milan AC               | 6      |    |    | 2  |    |    |
| 13  | Ferenc Puskás           | Espagne              | Real Madrid                      | 5      | 1  |    |    |    |    |
| 13  | Jim Baxter              | Écosse               | Glasgow Rangers / Sunderland AFC | 5      |    |    | 1  |    | 2  |
| 15  | Mario Corso             | Italie               | Inter Milan                      | 3      |    |    |    | 1  | 1  |
| 15  | Lev Yachine             | Union soviétique     | Dynamo Moscou                    | 3      |    |    |    | 1  | 1  |
| 17  | Amancio Amaro           | Espagne              | Real Madrid                      | 2      |    |    |    | 1  |    |
| 17  | Franz Beckenbauer       | Allemagne de l'Ouest | Bayern Munich                    | 2      |    |    |    | 1  |    |
| 17  | Mário Coluna            | Portugal             | Benfica Lisbonne                 | 2      |    |    |    | 1  |    |
| 17  | Milan Galić             | Yougoslavie          | Partizan Belgrade                | 2      |    |    |    | 1  |    |
| 17  | Philippe Gondet         | France               | FC Nantes                        | 2      |    |    |    | 1  |    |
| 17  | Andrej Kvašňák          | Tchécoslovaquie      | Sparta Prague                    | 2      |    |    |    | 1  |    |
| 17  | Ferenc Bene             | Hongrie              | Újpest Dózsa                     | 2      |    |    |    |    | 2  |
| 17  | Slava Metreveli         | Union soviétique     | Dinamo Tbilissi                  | 2      |    |    |    |    | 2  |
| 25  | Ivor Allchurch          | Pays de Galles       | Cardiff City/Swansea             | 1      |    |    |    |    | 1  |
| 25  | Sigfried Held           | Allemagne de l'Ouest | Borussia Dortmund                | 1      |    |    |    |    | 1  |
| 25  | Jakob Kuhn              | Suisse               | FC Zurich                        | 1      |    |    |    |    | 1  |